# Iga-Ueno
Pour les articles homonymes, voir Iga et Ueno (homonymie).
 (juillet 2025).
Si vous disposez d'ouvrages ou d'articles de référence ou si vous connaissez des sites web de qualité traitant du thème abordé ici, merci de compléter l'article en donnant les références utiles à sa vérifiabilité et en les liant à la section « Notes et références ».
Iga-Ueno (伊賀上野) est un quartier de la ville d'Iga dans la préfecture de Mie située à l'est de l'île de Honshū au Japon. Ce quartier, dans lequel se trouve le château de la ville, fut le berceau des ninjas, en tant que capitale de l'ancienne province d'Iga. C'est d'ailleurs pour cela que la première source d'attraction touristique de la ville est le Iga Ninja Museum (伊賀流忍者博物館, Iga-ryū ninja hakubutsukan, lit. « musée ninja de l'école Iga »), qui est une ancienne demeure seigneuriale qui servit de quartier général aux clans ninja.

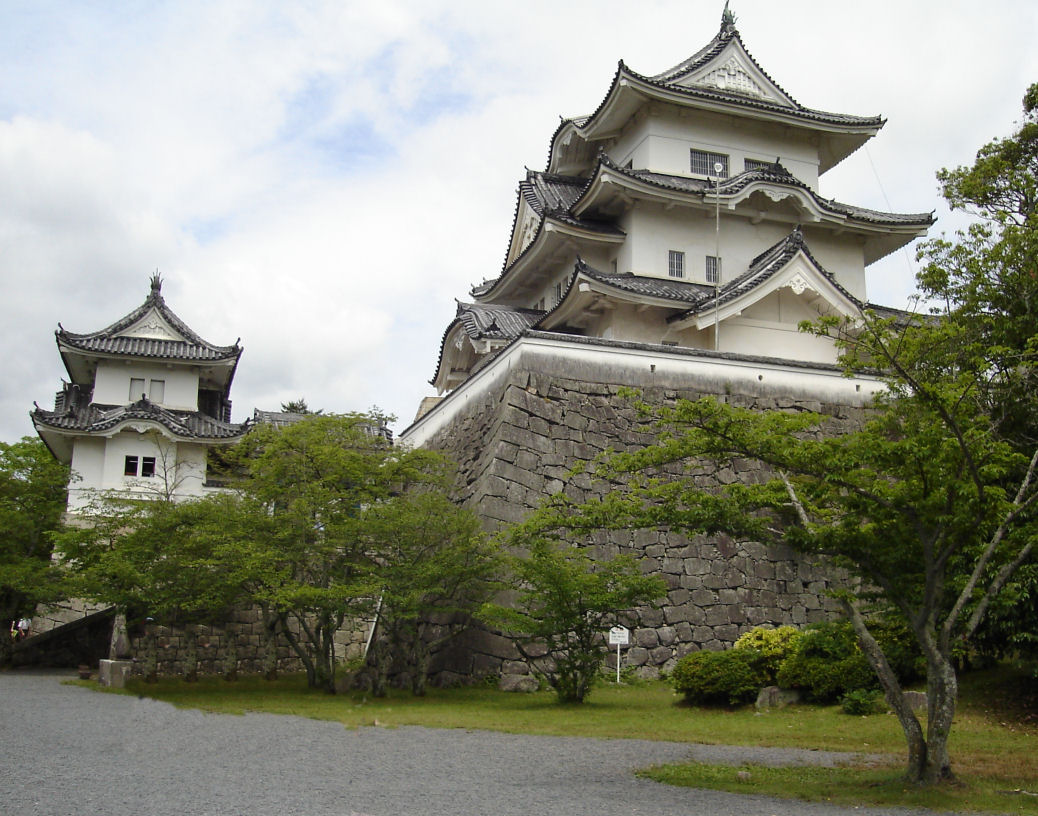
Château d'Iga

La ville d'Iga est également célèbre du fait qu'elle est le lieu de naissance du grand poète d'haïkus Bashō.